# Tutajew
Tutajew (russisch Тутаев) ist eine Stadt in der Oblast Jaroslawl (Russland) mit 41.005 Einwohnern (Stand 14. Oktober 2010).

## Geografie

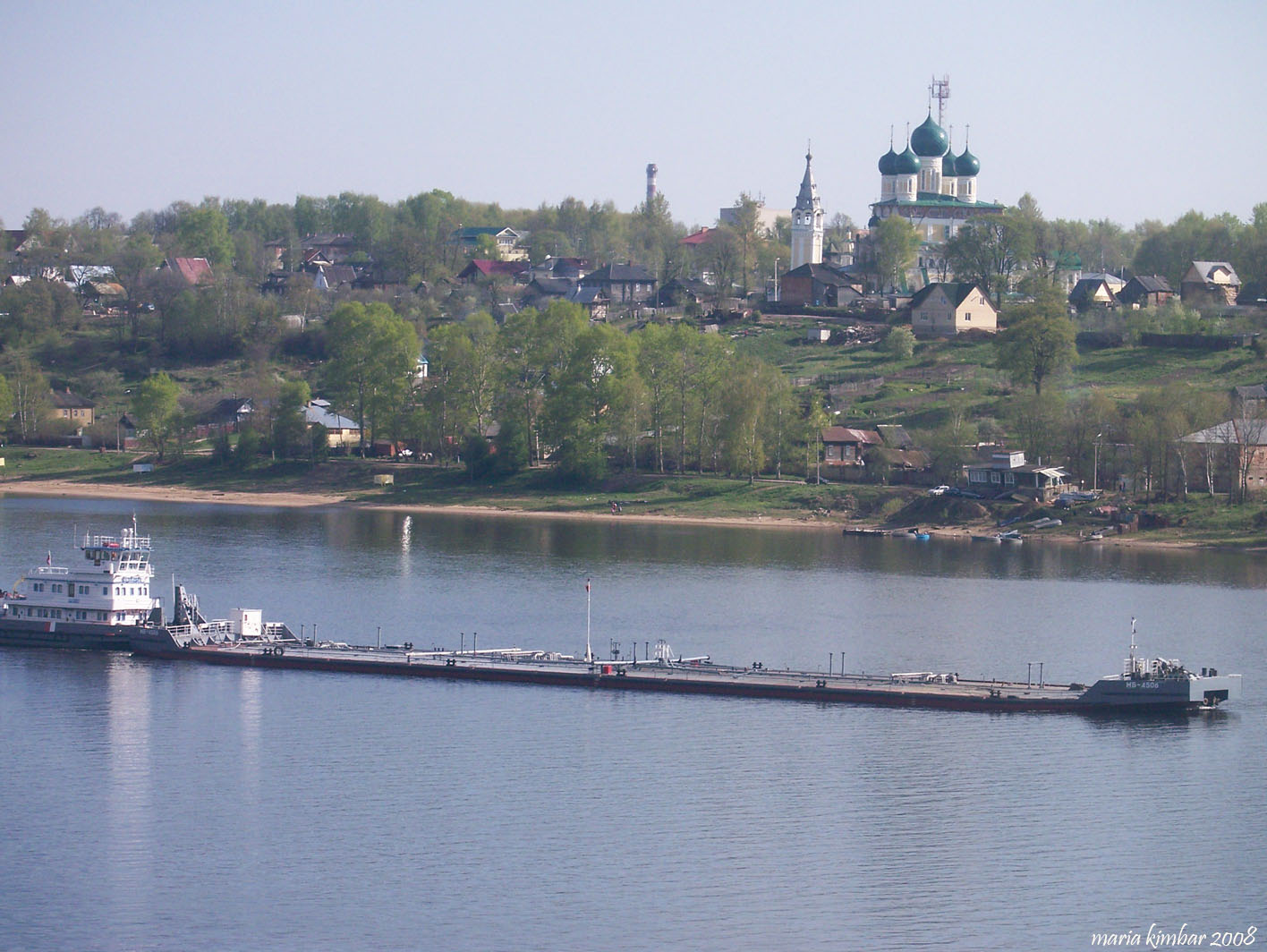
Blick auf die Stadt

Die Stadt liegt an der Westseite der Danilower Höhen, etwa 40 km nordwestlich der Oblasthauptstadt Jaroslawl beidseitig der Wolga.
Tutajew ist der Oblast administrativ direkt unterstellt und zugleich Verwaltungszentrum des gleichnamigen Rajons.
Die Stadt ist Endpunkt einer Eisenbahnstrecke, die in Tschobakowo (Чёбаково) von der Strecke Jaroslawl–Rybinsk–Bologoje abzweigt. Der Bahnhof liegt am rechten Wolgaufer; es verkehren nur wenige Lokalzüge. Zwischen den Stadtteilen links und rechts der Wolga gibt es keine Brücke.

## Geschichte
Die Stadt Romanow am linken Wolgaufer entstand um 1370, benannt nach ihrem Gründer, dem Jaroslawler Fürsten Roman Wassiljewitsch (nach anderen Quellen bereits 1283, gegründet durch den Uglitscher Fürsten Roman Wladimirowitsch). 1491 kam die Stadt zum Großfürstentum Moskau.

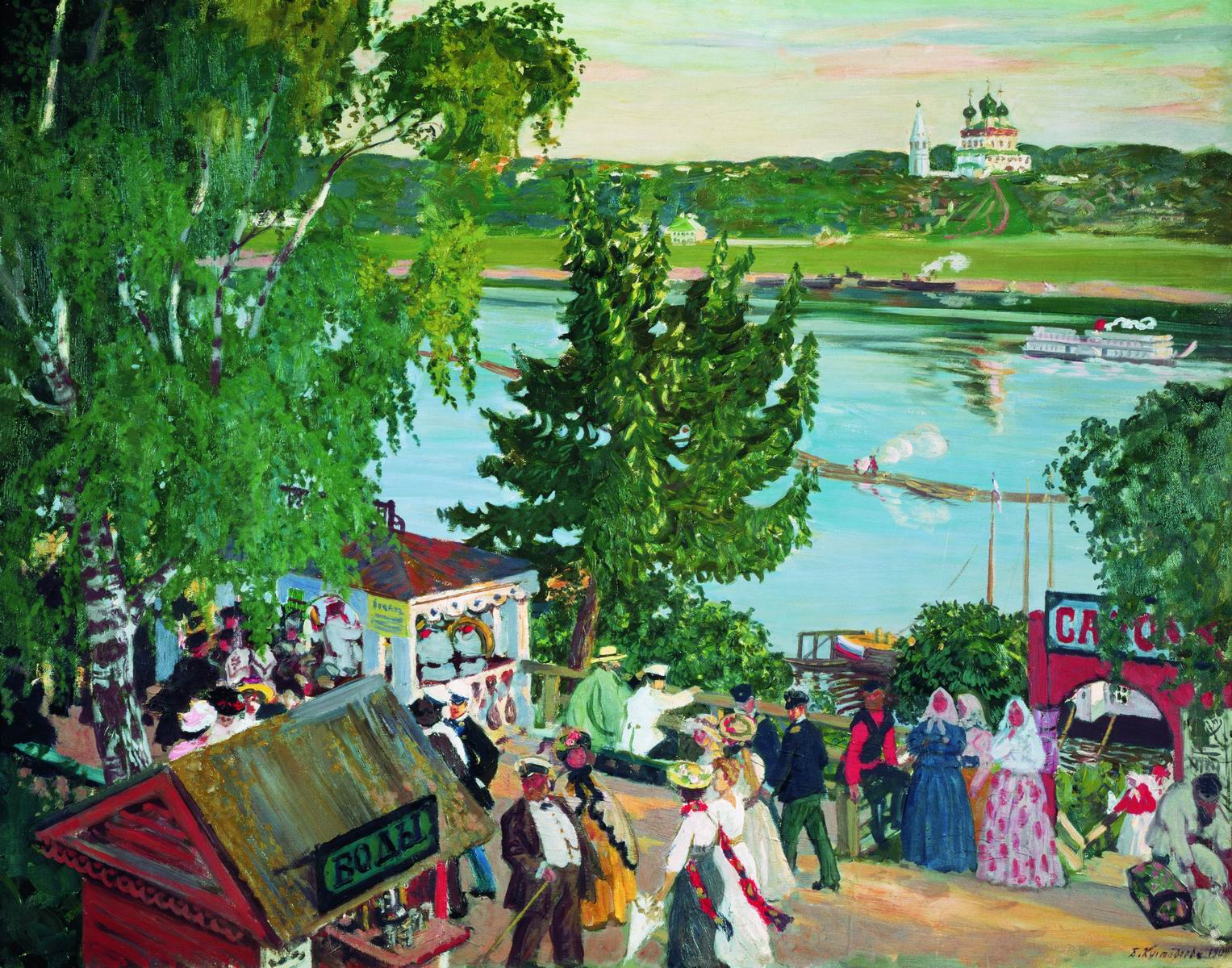
Wolgapromenade in Romanow-Borissoglebsk, gemalt von Kustodijew 1909

Der Ort Borissoglebsk am rechten Wolgaufer, gegenüber Romanow, wurde erstmals am Ende des 15. Jahrhunderts als den Moskauer Fürsten gehörende Fischersiedlung erwähnt, benannt nach den Heiligen Boris und Gleb.
1777 erhielten beide Orte das Stadtrecht als Verwaltungszentren von Kreisen (Ujesds), letzterer als Borissoglebskaja sloboda. 1822 wurden die Städte zu Romanow-Borissoglebsk vereinigt. Bis zum beginnenden 20. Jahrhundert war die Stadt für ihre Schaffell- und Walkerzeugnisse bekannt.
1918 erfolgte die Umbenennung in Tutajew nach den während des sogenannten Jaroslawler Aufstandes im gleichen Jahr in der Stadt ums Leben gekommenen Rotarmisten Ilja Pawlowitsch Tutajew (1897–1918).

### Bevölkerungsentwicklung
| Jahr | Einwohner |
| ---- | --------- |
| 1897 | 6.682     |
| 1939 | 18.506    |
| 1959 | 17.210    |
| 1970 | 16.839    |
| 1979 | 23.473    |
| 1989 | 39.822    |
| 2002 | 42.644    |
| 2010 | 41.005    |

Anmerkung: Volkszählungsdaten

## Kultur und Sehenswürdigkeiten

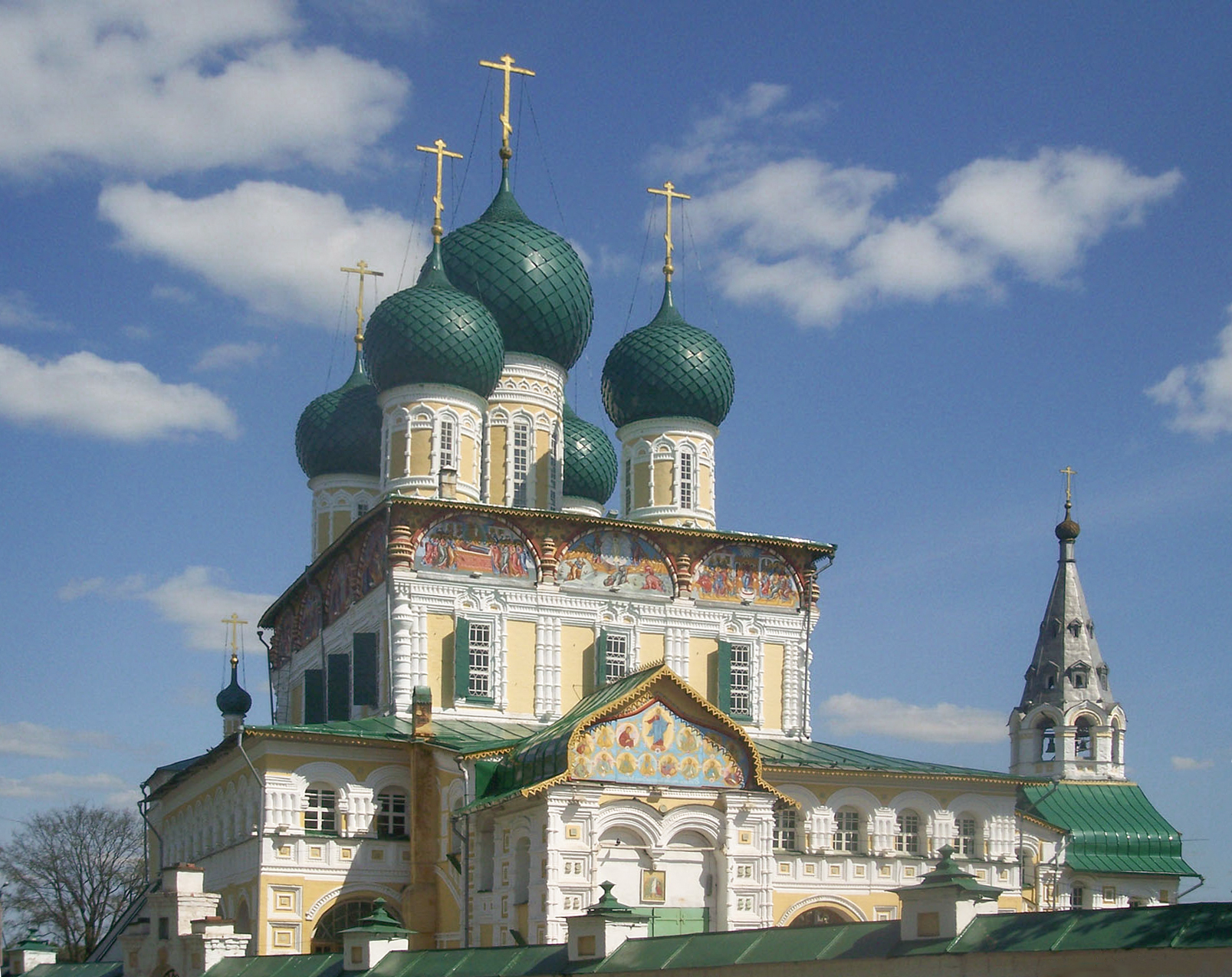
Auferstehungskathedrale

In Tutajew sind relativ viele Kirchen aus dem 17. und 18. Jahrhundert erhalten, so die Kreuzerhöhungskathedrale (Крестовоздвиженский собор/ Krestowosdwischenski sobor, 1658), die Auferstehungskathedrale (Воскресенский собор/ Woskressenski sobor, 1652–1678), die Kasaner Christi-Verklärungskirche (Казанско-Преображенская церковь/ Kasansko-Preobraschenskaja zerkow, 1758) mit Glockenturm die Mariä-Schutz- und Fürbitte-Kirche (Покровская церковь/ Pokrowskaja zerkow, 1674) und andere; daneben große Teile der Profanbebauung aus dem 19. Jahrhundert um den ehemaligen Marktplatz und den heutigen Kustodijew-Boulevard.
Seit 2000 gibt es das dem Leben des vorrevolutionären Provinzbürgertums Russlands gewidmete Museum Dom na Nowinskoi (Haus in der Nowinskaja-Straße).
Im Dorf Nikulskoje des Rajons Tutajew, nahe dem Geburtsort von Walentina Tereschkowa, der ersten Frau im Weltall, existiert ein Kosmonautenmuseum.

## Wirtschaft
In Tutajew gibt es Unternehmen des Maschinenbaus (Dieselmotoren) sowie der Textilindustrie (Leinenstoffe, Verarbeitung von Schafwolle und -fellen).

## Persönlichkeiten
- Waleri Boldin (1935–2006), sowjetischer Politiker